# 科爾塔章克申 (亞利桑那州)
科爾塔章克申（英語：Corta Junction）是位於美國亞利桑那州科奇斯縣的一個非建制地區。該地的面積和人口皆未知。

## 地理
科爾塔章克申的座標為31°23′46″N 109°53′01″W / 31.39611°N 109.88361°W，而該地的平均海拔高度為1496米（即4908英尺）。